# Sphaeroderma testaceum

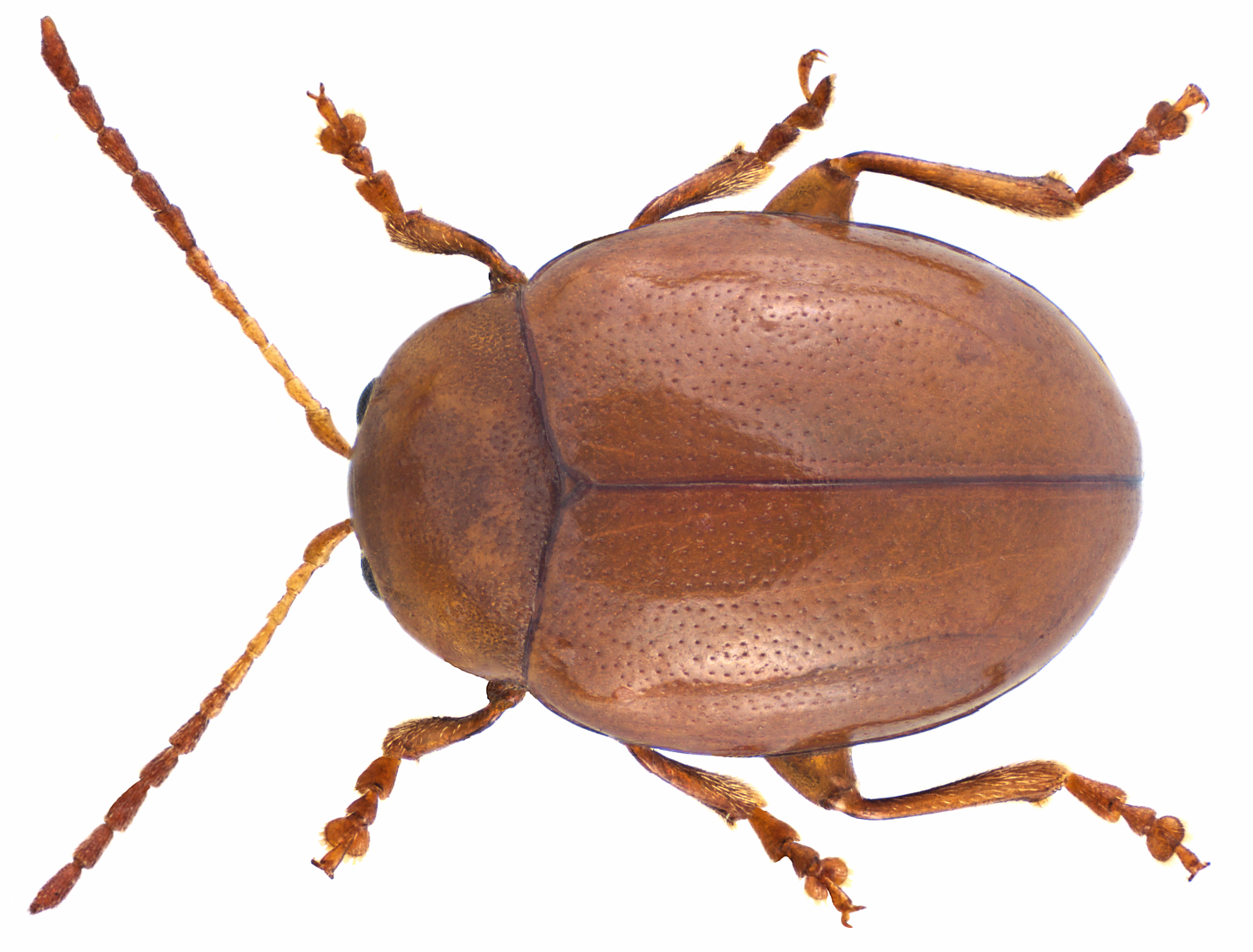
Präparat, Dorsalansicht

Sphaeroderma testaceum gehört zu den Flohkäfern (Tribus Alticini, Unterfamilie Galerucinae) aus der Familie der Blattkäfer (Chrysomelidae). Der Käfer trägt auch den Namen Artischockenerdfloh.

## Merkmale
Die Käfer werden 3,5 bis 4 Millimeter groß. Die gelblich-rot gefärbten Käfer besitzen eine ovale Gestalt. Halsschild und Flügeldecken weisen eine kräftige Punktierung auf. An den Seiten der Flügeldecken befindet sich jeweils eine Längsrille. Die kräftigen Femora ermöglichen den Käfern, typisch für die meisten Flohkäfer, bei Gefahr wegzuspringen.

## Verbreitung
Sphaeroderma testaceum ist eine ursprünglich westpaläarktische Art. Die Art ist in Süd- und Mitteleuropa verbreitet. Im Norden reicht ihr Vorkommen bis in den Süden von Skandinavien sowie bis nach Schottland. Sie kommt in Mitteleuropa häufiger vor, als die zweite in Europa vorkommende Art der Gattung, Sphaeroderma rubidum. Sphaeroderma testaceum ist im Mittelmeerraum weit verbreitet und kommt auch in Nordafrika (Tunesien), auf Zypern sowie im Nahen Osten vor. In Nordamerika wurde die Art eingeschleppt und wurde erstmals im August 2001 in Nova Scotia nachgewiesen. Sie hat sich dort in den Atlantik-Provinzen im Osten Kanadas etabliert.

## Lebensweise
Die adulten Käfer fliegen von Mai bis September. Die Wirtspflanzen der Art bilden Kratzdisteln (Cirsium) und Ringdisteln (Carduus), insbesondere die Acker-Kratzdistel (Cirsium arvense), sowie in geringerem Maße Flockenblumen (Centaurea). In Kanada bildet die dort eingeschleppte Acker-Kratzdistel die Hauptwirtspflanze. Die Larven entwickeln sich in den Blättern der Wirtspflanzen. Sie überwintern gewöhnlich im dritten (finalen) Stadium. Die Verpuppung findet im Frühjahr statt. Die adulten Käfer fressen ebenfalls an den Blättern der Wirtspflanzen.

## Ähnliche Arten
Die Käfer der verwandten Art Sphaeroderma rubidum sehen ähnlich aus, sind jedoch rundlicher und weisen eine weniger deutliche Punktierung von Halsschild und Flügeldecken auf.

## Taxonomie
In der Literatur findet man folgende Synonyme:
- Altica testaceum Fabricius, 1775
- Haltica cardui Gyllenhal, 1813
- Sphaeroderma cardui (Gyllenhal, 1813)